# جون كوين (سياسي أمريكي)
جون كوين (بالإنجليزية: John Quinn)‏ هو سياسي أمريكي، ولد في 8 سبتمبر 1950. حزبياً، نشط في الحزب الجمهوري. وقد انتخب عضو مجلس نواب ولاية ميسوري.